# Halichoeres nicholsi
Halichoeres nicholsi là một loài cá biển thuộc chi Halichoeres trong họ Cá bàng chài. Loài này được mô tả lần đầu tiên vào năm 1882.

## Từ nguyên
Từ định danh nicholsi được đặt theo tên của Henry E. Nichols (m. 1899), Đại úy Hải quân Hoa Kỳ, Sĩ quan chỉ huy Tuần duyên Hoa Kỳ, người đã thu thập được mẫu định danh của loài cá này.

## Phạm vi phân bố và môi trường sống
H. nicholsi được phân bố dọc theo bờ biển Đông Thái Bình Dương, từ bán đảo Baja California và vịnh California trải dài đến Peru, bao gồm quần đảo Revillagigedo, đảo Cocos, đảo Malpelo và quần đảo Galápagos ngoài khơi.
H. nicholsi sống trên nền cát sỏi gần các rạn san hô ở độ sâu đến ít nhất là 82 m.

## Mô tả
H. nicholsi có chiều dài cơ thể lớn nhất được ghi nhận là 38 cm. Cá đực trưởng thành có màu xanh lục lam với các vạch màu xanh ngọc lam trên vảy. Có một đốm vàng nằm trên gốc vây ngực, theo sau là một vệt đen sẫm và một vệt trắng nhạt. Đầu, vây lưng, vây hậu môn và vây đuôi lốm đốm các vệt màu xanh ngọc. Cá cái màu hồng xám với một dải sọc ngang màu nâu đen giữa thân. Phía trước vây lưng có một vệt cùng màu nối xuống sọc ngang trên thân. Vây đuôi và thân sau có màu vàng. Cá con có màu vàng nhạt, lốm đốm các vệt sọc đen và có một đốm đen lớn giữa vây lưng.
Số gai ở vây lưng: 9; Số tia vây ở vây lưng: 11; Số gai ở vây hậu môn: 3; Số tia vây ở vây hậu môn: 12; Số tia vây ở vây ngực: 13; Số gai ở vây bụng: 1; Số tia vây ở vây bụng: 5; Số vảy đường bên: 27.

## Sinh thái học
Thức ăn của H. nicholsi bao gồm các loài nhuyễn thể, cua, sao biển đuôi rắn và cầu gai. Loài này có thể vùi mình xuống cát để ngủ vào ban đêm cũng như để tránh sự nguy hiểm.